# Гантінгтон (Орегон)
Гантінгтон (англ. Huntington) — місто (англ. city) в США, в окрузі Бейкер штату Орегон. Населення — 502 особи (2020).

## Географія
Гантінгтон розташований за координатами 44°21′1″ пн. ш. 117°16′0″ зх. д. / 44.35028° пн. ш. 117.26667° зх. д. (44.350145, -117.266760).  За даними Бюро перепису населення США в 2010 році місто мало площу 1,94 км², уся площа — суходіл.

### Клімат
| Клімат : Гантінгтон     | Клімат : Гантінгтон | Клімат : Гантінгтон | Клімат : Гантінгтон | Клімат : Гантінгтон | Клімат : Гантінгтон | Клімат : Гантінгтон | Клімат : Гантінгтон | Клімат : Гантінгтон | Клімат : Гантінгтон | Клімат : Гантінгтон | Клімат : Гантінгтон | Клімат : Гантінгтон | Клімат : Гантінгтон |
| Показник                | Січ.                | Лют.                | Бер.                | Квіт.               | Трав.               | Черв.               | Лип.                | Серп.               | Вер.                | Жовт.               | Лист.               | Груд.               | Рік                 |
| Абсолютний максимум, °C | 20,6                | 20,0                | 28,3                | 34,4                | 40,0                | 42,2                | 45,0                | 46,1                | 41,1                | 34,4                | 26,7                | 21,7                | 46,1                |
| Середній максимум, °C   | 2,7                 | 6,7                 | 12,9                | 18,5                | 23,7                | 28,5                | 34,6                | 33,6                | 27,2                | 19,5                | 9,9                 | 3,8                 | 18,4                |
| Середня температура, °C | −2,1                | 1,4                 | 6,4                 | 11,1                | 16,1                | 20,7                | 26,1                | 25,0                | 18,7                | 11,5                | 3,8                 | −0,9                | 11,5                |
| Середній мінімум, °C    | −6,7                | −3,9                | −0,1                | 3,7                 | 8,4                 | 12,9                | 17,8                | 16,4                | 10,1                | 3,6                 | −2,1                | −5,6                | 4,6                 |
| Абсолютний мінімум, °C  | −28,3               | −28,3               | −15                 | −11,1               | −12,2               | −2,2                | 4,4                 | −0,6                | −2,8                | −10                 | −22,2               | −27,2               | −28,3               |
| Норма опадів, мм        | 44                  | 37                  | 29                  | 22                  | 25                  | 22                  | 9                   | 10                  | 11                  | 18                  | 37                  | 46                  | 310                 |
| Днів з опадами          | 9                   | 8                   | 7                   | 6                   | 6                   | 5                   | 2                   | 2                   | 3                   | 4                   | 8                   | 9                   | 68                  |
| ----------------------- | ------------------- | ------------------- | ------------------- | ------------------- | ------------------- | ------------------- | ------------------- | ------------------- | ------------------- | ------------------- | ------------------- | ------------------- | ------------------- |
| Джерело:                |                     |                     |                     |                     |                     |                     |                     |                     |                     |                     |                     |                     |                     |

## Демографія
Згідно з переписом 2010 року, у місті мешкало 440 осіб у 211 домогосподарстві у складі 112 родин. Густота населення становила 227 осіб/км².  Було 272 помешкання (140/км²).
Расовий склад населення:
| - 92,3 % — білих - 3,9 % — корінних американців - 0,7 % — азіатів - 0,2 % — чорних або афроамериканців |

До двох чи більше рас належало 2,5 %. Частка іспаномовних становила 1,8 % від усіх жителів.
За віковим діапазоном населення розподілялося таким чином: 16,6 % — особи молодші 18 років, 52,7 % — особи у віці 18—64 років, 30,7 % — особи у віці 65 років та старші. Медіана віку мешканця становила 54,0 року. На 100 осіб жіночої статі у місті припадало 107,5 чоловіків;  на 100 жінок у віці від 18 років та старших — 107,3 чоловіків також старших 18 років.
Середній дохід на одне домашнє господарство  становив 38 219 доларів США (медіана — 34 219), а середній дохід на одну сім'ю — 43 691 долар (медіана — 38 750). За межею бідності перебувало 20,4 % осіб, у тому числі 43,3 % дітей у віці до 18 років та 6,7 % осіб у віці 65 років та старших.
Цивільне працевлаштоване населення становило 87 осіб. Основні галузі зайнятості: публічна адміністрація — 31,0 %, транспорт — 27,6 %, виробництво — 16,1 %, освіта, охорона здоров'я та соціальна допомога — 10,3 %.